# 片桐周太郎
片桐 周太郎（かたぎり しゅうたろう、1989年3月21日 - ）は、日本のソングライター、編曲家、音楽プロデューサー。東京都出身。

## 概要
AKB48などのアイドルへの楽曲提供や、アニメソングの制作も行っているほか、作曲・DTM専門学校「MusicViral」の代表講師をつとめる。

## 楽曲提供
AKB48
- 「誰かが投げたボール」（作曲）
- 「風の螺旋」（こじ坂46）（作曲）
- 「履物と傘の物語」（作曲・編曲）（みんなのうた）
- 「光と影の日々」（作曲）

NMB48
- 「ニーチェ先輩」（作曲・編曲）

乃木坂46
- 「なぞの落書き」（作曲）
- 「人生を考えたくなる」（作曲・編曲）

欅坂46
- 「君をもう探さない」（作曲）

渡辺麻友
- 「純情ソーダ水」（作曲・編曲）

プリパラ（アニメ）
- 挿入歌「0-week-old」（第26話）（作曲・編曲）
- 「プリパラ☆ダンシング!!!」（作詞・作曲・編曲）

プリンス・オブ・ストライド
- キャラソン「Who is the Winner」（作曲・編曲）

ラブライブ!サンシャイン!!
- 「夏の終わりの雨音が」（作曲）

KING OF PRISM by PrettyRhythm
- 「桃色MAXジャンプ!」（作詞・作曲・編曲）

キラッとプリ☆チャン
- 「チョコッティこちょハート」（編曲）

ハープスター
- 「アストライアー」（作詞・作曲）
- 「モノクロの虹」（作詞・ 作曲）
- 「ハープスター」（作詞 ・作曲）
- 「あの日の言葉」（作詞・作曲）
- 「piece」（作詞）
- 「君だらけ」（作詞・作曲）